# Беніто Карвахалес
Беніто Карвахалес Перес (ісп. Benito Carvajales Pérez; нар. 25 липня 1913, Астурія, Куба — пом. ?, Куба) — кубинський футболіст, воротар.

## Клубна кар'єра
Беніто Карвахалес виступав за кубинський клуб «Хувентуд Астуріана».

## Кар'єра в збірній
Беніто Карвахалес виступав у національної збірної Куби в 30-х роках XX століття. Учасник першого для Куби та країн Центральної Америки і Карибських островів чемпіонату світу 1938 року. На Мундіалі 5 червня 1938 року кубинці завдяки голам Сокорро, Фернандеса та Туньяса розписали нічию (3:3) зі збірною Румунії. А 9 червня в матчі-відповіді Куба з рахунком 2:1 здобула перемогу (завдяки голам Сокорро та Олівейри). Проте в 1/4 фіналу кубинці зазнали розгромної поразки від Швеції (0:8). Беніто зіграв у першому та третьому матчах, в яких пропустив 11 м'ячів.
| Матчі і пропущені голи Беніто Карвахалеса за збірну Куби на ЧС-1938 | Матчі і пропущені голи Беніто Карвахалеса за збірну Куби на ЧС-1938 | Матчі і пропущені голи Беніто Карвахалеса за збірну Куби на ЧС-1938 | Матчі і пропущені голи Беніто Карвахалеса за збірну Куби на ЧС-1938 | Матчі і пропущені голи Беніто Карвахалеса за збірну Куби на ЧС-1938 | Матчі і пропущені голи Беніто Карвахалеса за збірну Куби на ЧС-1938 |
| ------------------------------------------------------------------- | ------------------------------------------------------------------- | ------------------------------------------------------------------- | ------------------------------------------------------------------- | ------------------------------------------------------------------- | ------------------------------------------------------------------- |
| №                                                                   | Дата                                                                | Місце проведення                                                    | Суперник                                                            | Рахунок                                                             | Голи                                                                |
| 1                                                                   | 5 червня 1938                                                       | Тулуза, Франція                                                     | Румунія                                                             | 3:3                                                                 | -3                                                                  |
| 3                                                                   | 12 червня 1938                                                      | Антіб, Франція                                                      | Швеція                                                              | 0:8                                                                 | -8                                                                  |

Загалом: 2 матчі / 11 пропущених м'ячів; 0 перемог, 1 нічия, 1 поразка.